# What He Forgot
What He Forgot é um filme de comédia mudo produzido nos Estados Unidos em 1915, dirigido por Jerold T. Hevener e com atuação de Oliver Hardy.